# Jason Marquis
Pour les articles homonymes, voir Marquis (homonymie).
Jason Scott Marquis (né le 21 août 1978 à Manhasset, New York, États-Unis) est un lanceur droitier de la Ligue majeure de baseball qui est présentement agent libre.
Sélectionné une fois pour la parties d' étoiles (2009) et gagnant d'un Bâton d'argent (2005), Marquis a remporté la Série mondiale 2006 avec les Cardinals de Saint-Louis. Il joue en MLB depuis la saison 2000.

## Biographie

### Braves d'Atlanta
Dès la fin de ses études secondaires, Jason Marquis est repêché le 4 juin 1996 par les Braves d'Atlanta. Il débute en Ligue majeure le 6 juin 2000 avec Atlanta. 
Le 13 décembre 2003, les Braves échangent Marquis, le lanceur droitier Adam Wainwright et le gaucher Ray King aux Cardinals de Saint-Louis en retour des voltigeurs J. D. Drew et Eli Marrero.

### Cardinals de Saint-Louis
Marquis évolue trois saisons chez les Cards de Saint-Louis. En 2004, il connaît sa meilleure saison en carrière avec 15 victoires, 7 défaites et une moyenne de points mérités de 3,71 en 201 manches et un tiers lancées. Il éprouve des difficultés à ses deux premières sorties en éliminatoires et est malmené, d'abord par les Dodgers de Los Angeles en Série de divisions puis par les Astros de Houston en Série de championnat de la Ligue nationale. Il quitte ces deux premières rencontres en après 3 manches et un tiers et 4 manches lancées, respectivement, mais n'est jamais impliqué dans une décision perdante. En Série mondiale 2004, il est envoyé en relève dans le deuxième match opposant les Cards aux Red Sox de Boston, puis dans la quatrième rencontre disputée à Saint-Louis, il tient tête au lanceur partant adverse Derek Lowe pendant sept manches. Les Cardinals perdent cependant le match 3-0, dans une défaite qui est portée à la fiche de Marquis, et Boston savoure le titre mondial.

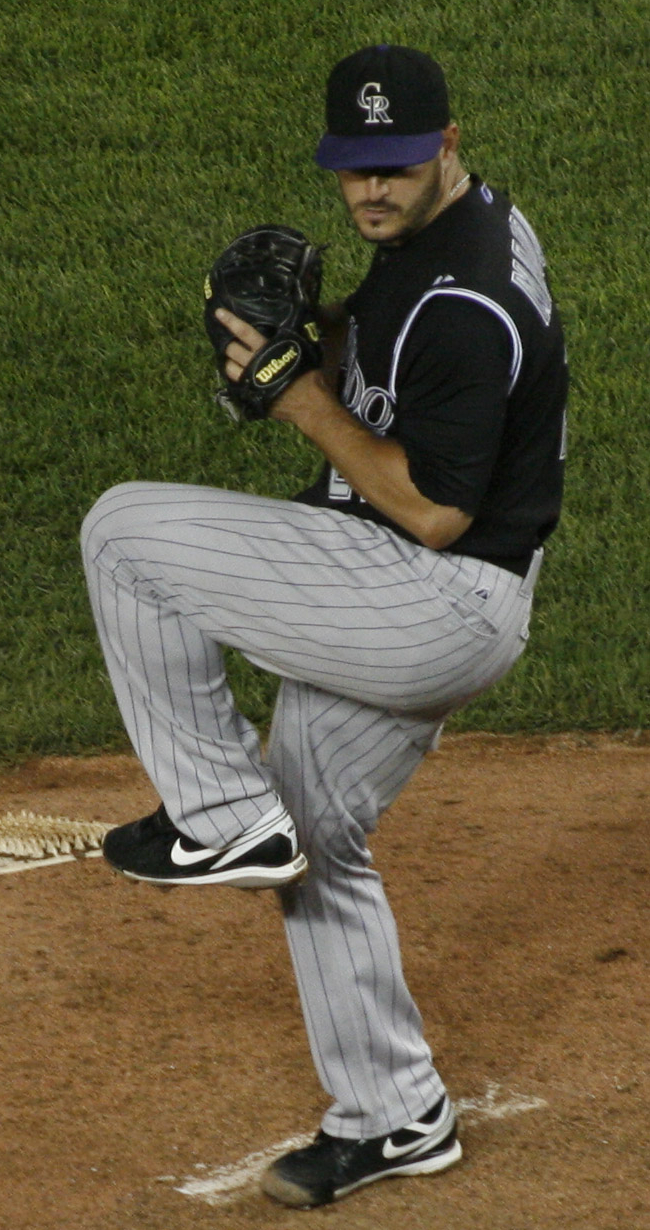
Jason Marquis au monticule en 2009 pour les Rockies.

En 2005, il franchit les 200 manches lancées pour la deuxième année de suite mais sa moyenne de points mérités grimpe à 4,13 en 207 manches au monticule. De plus, sa fiche victoires-défaites est négative (13-14). En éliminatoires, il n'est utilisé qu'en relève, effectuant trois sorties et encaissant une défaite en Série de championnat contre Houston.
Sa saison 2006 est très difficile : malgré 14 victoires, il subit 16 défaites, le plus haut total parmi les lanceurs de la Ligue nationale. Il est l'artilleur de la Nationale qui accorde le plus grand nombre de coups de circuit aux frappeurs adverses (35) et le lanceur qui donne le plus de points mérités (130) dans tout le baseball majeur. Dans les deux ligues, Nationale et Américaine, la moyenne de points mérités de 6,02 de Marquis est la deuxième plus mauvaise après Joel Piñeiro (6,36) des Mariners de Seattle. Marquis est laissé de côté en séries éliminatoires mais est quand même membre de l'équipe des Cardinals championne de la Série mondiale 2006.

### Cubs de Chicago
Devenu agent libre après la saison 2006, il s'engage pour trois saisons avec les Cubs de Chicago le 19 décembre 2006 contre 21 millions de dollars. Il remporte 12 et 11 victoires en 2007 et 2008.
À Chicago, Marquis porte le numéro d'uniforme 21, anciennement attribué à la vedette des Cubs Sammy Sosa. Incidemment, le 20 juin 2007, Sosa, qui évolue alors pour les Rangers du Texas, devient le cinquième joueur de l'histoire à frapper 600 coups de circuit en carrière en réussissant ce 600e circuit aux dépens de Jason Marquis,.
Ses difficultés en séries éliminatoires se poursuivent. En 2008, il lance une manche en relève et accorde un point aux Dodgers de Los Angeles dans la Série de divisions.

### Rockies du Colorado
Jason Marquis ne complète pas les trois saisons de son contrat avec les Cubs. Après deux saisons, il est échangé aux Rockies du Colorado le 6 janvier 2009 contre Luis Vizcaíno.
À son unique saison au Colorado en saison 2009, il est le troisième lanceur partant des Rockies et égale son sommet en carrière de 15 victoires. Il est l'un des trois lanceurs des Rockies à atteindre cette marque, avec Jorge de la Rosa (16 victoires) et Ubaldo Jimenez (15). Il blanchit les Phillies de Philadelphie en une manche lancée en relève dans la Série de divisions où Colorado subit l'élimination.

### Nationals de Washington

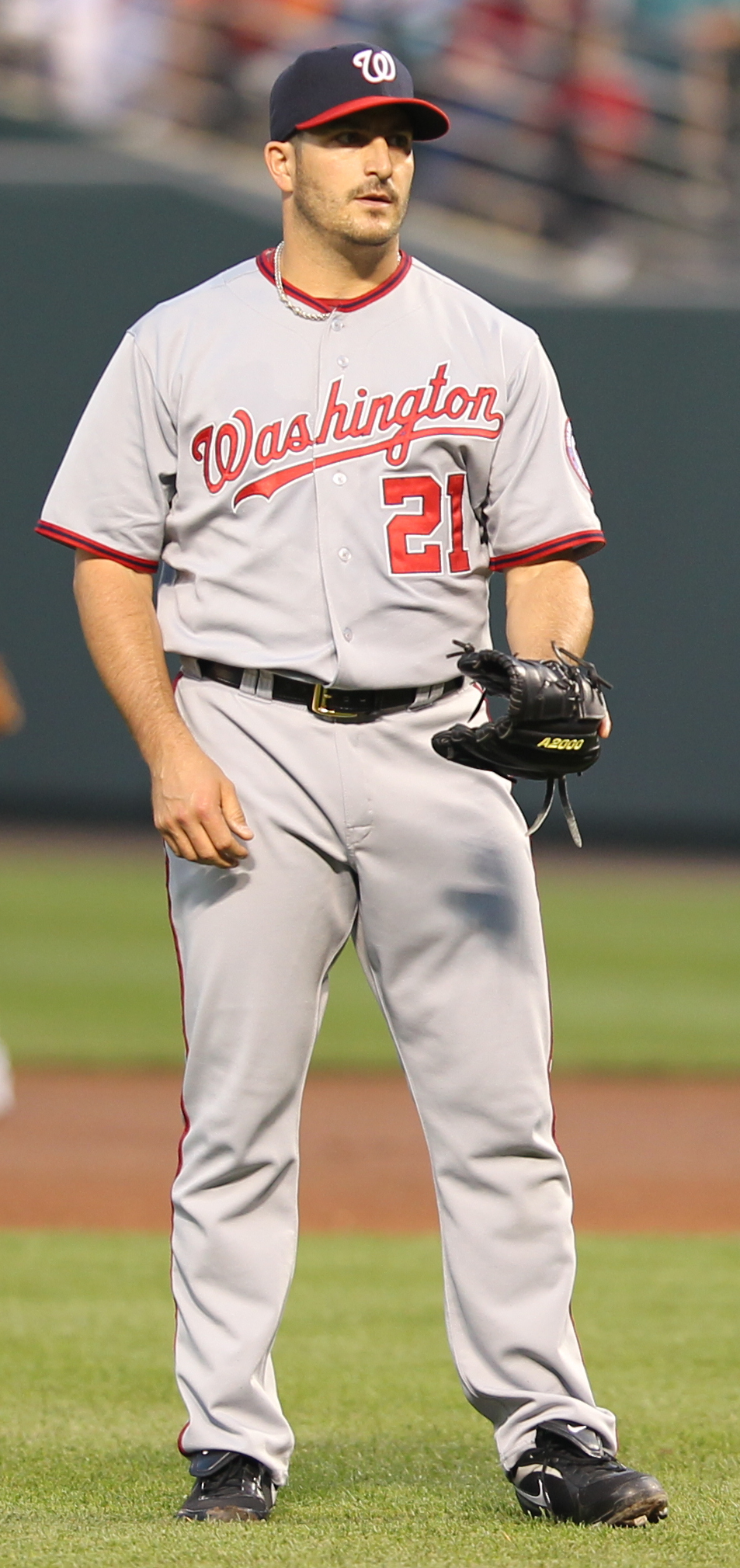
Marquis en 2010 avec les Nationals.

Marquis rejoint les Nationals de Washington le 22 décembre 2009.
Marquis fait bien chez les Nationals en 2011 avec 8 victoires contre cinq défaites. En 20 départs, sa moyenne de points mérités est à 3,95 et il n'a accordé que huit coups de circuit aux joueurs adverses.

### Diamondbacks de l'Arizona
Le 30 juillet 2011, les Diamondbacks de l'Arizona, désirant améliorer leur personnel de lanceurs pendant leur course au championnat avec les Giants de San Francisco, obtiennent Marquis des Nationals en retour du joueur d'arrêt-court des ligues mineures Zach Walters. Après seulement trois matchs joués en Arizona, Marquis se blesse au fibula de la jambe droite, ne revient pas au jeu après son dernier match le 14 août et rate les séries éliminatoires.

### Twins du Minnesota
Le 22 décembre 2011, Marquis signe un contrat d'un an pour trois millions de dollars avec les Twins du Minnesota. Après 7 départs pour les Twins, il a deux victoires, quatre défaites et une moyenne de points mérités de 8,47. Incapable de l'échanger, les Twins le libèrent de son contrat à la fin mai.

### Padres de San Diego
Marquis signe un contrat avec les Padres de San Diego le 29 mai 2012. Il remporte six victoires contre sept défaites en 15 départs pour les Padres et maintient sa moyenne de points mérités à 4,04 en 93 manches et deux tiers lancées. Sa saison 2012 se termine avec une fiche de 8-11 pour les Twins et les Padres, avec une moyenne de 5,22 en 127 manches et deux tiers lancées en 22 départs. Sans contrat après cette saison, il accepte une offre des Padres et demeure avec le club. 
En 2013, Marquis remporte 9 victoires contre 5 défaites en 20 départs pour San Diego, avec une moyenne de points mérités de 4,05 en 117 manches et deux tiers lancées. Une blessure au ligament collatéral ulnaire du coude droit le force en juillet à subir une opération de type Tommy John. En convalescence, le lanceur de 35 ans est sans contrat lorsque la saison 2014 débute.

### Reds de Cincinnati
Le 21 janvier 2015, Marquis signe un contrat des ligues mineures avec les Reds de Cincinnati. Il effectue 9 départs pour Cincinnati en 2015 mais sa moyenne de points mérités se chiffre à 6,46 en 47 manches et un tiers lancées. Il est libéré par les Reds au début juin.

## Statistiques de joueur

### Statistiques de lanceur
| Saison | Équipe | G  | GS | CG | SHO | IP    | H   | R   | ER  | HR | BB | SO  | W  | L  | ERA  |
| ------ | ------ | -- | -- | -- | --- | ----- | --- | --- | --- | -- | -- | --- | -- | -- | ---- |
| 2000   | ATL    | 15 | 0  | 0  | 0   | 23.1  | 23  | 16  | 13  | 4  | 12 | 17  | 1  | 0  | 5.01 |
| 2001   | ATL    | 38 | 16 | 0  | 0   | 129.1 | 113 | 62  | 50  | 14 | 59 | 98  | 5  | 6  | 3.48 |
| 2002   | ATL    | 22 | 22 | 0  | 0   | 114.1 | 127 | 66  | 64  | 19 | 49 | 84  | 8  | 9  | 5.04 |
| 2003   | ATL    | 21 | 2  | 0  | 0   | 40.2  | 43  | 27  | 25  | 3  | 18 | 19  | 0  | 0  | 5.53 |
| 2004   | STL    | 32 | 32 | 0  | 0   | 201.1 | 215 | 90  | 83  | 26 | 70 | 138 | 15 | 7  | 3.71 |
| 2005   | STL    | 33 | 32 | 3  | 1   | 207.0 | 206 | 110 | 95  | 29 | 69 | 100 | 13 | 14 | 4.13 |
| 2006   | STL    | 33 | 33 | 0  | 0   | 194.1 | 221 | 136 | 130 | 35 | 75 | 96  | 14 | 16 | 6.02 |
| 2007   | CHC    | 34 | 33 | 1  | 1   | 191.2 | 190 | 111 | 98  | 22 | 76 | 109 | 12 | 9  | 4.60 |
| 2008   | CHC    | 29 | 28 | 0  | 0   | 167.0 | 172 | 87  | 84  | 15 | 70 | 91  | 11 | 9  | 4.53 |
| 2009   | COL    | 33 | 33 | 2  | 1   | 216.0 | 218 | 104 | 97  | 15 | 80 | 115 | 15 | 13 | 4.04 |
| 2010   | WSH    | 13 | 13 | 0  | 0   | 58.2  | 76  | 47  | 43  | 9  | 24 | 31  | 2  | 9  | 6.60 |